# Josif Pančić
Josif Pančić (o Giuseppe Pancio) (idioma serbi ciríl·lic: Јосиф Панчић; transliterat al català "Josep Panci"; nascut Josip Pančić, 17 d'abril de 1814 – 8 de març de 1888) va ser un botànic serbi. Va ser un famós docent del Gran Col·legi de Belgrad, a les àrees de ciències naturals i en agronomia.

## Biografia
Nascut Josip Pančić a Bribir, Crikvenica, Imperi d'Habsburg d'una família sèrbia catòlica, va ser el quart fill de Pavel Pančić. Després de concloure l'escola elemental a Gospić, ingressa al liceu a Rijeka, i es graduà el 1842 a Budapest en Medicina. Ja havia demostrat un àvid interès en la Biologia, especialment en Botànica.
Coneix al lingüista serbi Vuk Stefanović Karadžić a Viena, qui li escriu una carta de recomanació per a les autoritats sèrbies amb la finalitat de complaure els seus desitjos d'establir-se al que posteriorment anava a ser el Principat de Sèrbia. A l'hora que ja canviat el seu primer nom a l'equivalent a l'Església Ortodoxa Josif, i convertit a la fe ortodoxa.

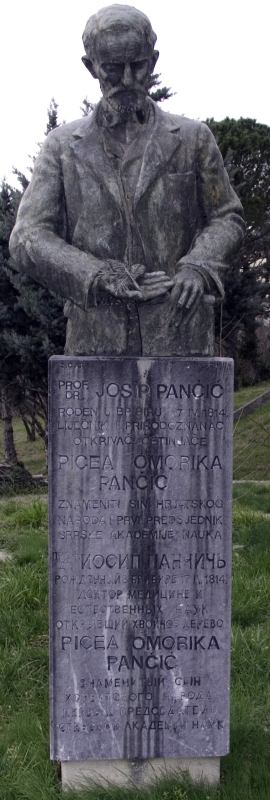
Estàtua de Josif Pančić, Crikvenica, Croàcia.

Pančić treballa com a metge a zones rurals de Sèrbia, i documenta la seva flora durant les seves freqüents visites al Principat. Se sent atret per les cadenes muntanyenques Kopaonik, les que visita 16 vegades de 1851 al 1886.
Es va acreditar haver classificat moltes espècies noves; on el seu més significatiu descobriment va ser el "cedre serbi", al qual nomena Pinus omorika (omorika és l'apel·latiu serbi per al pi), més tard seria reclassificat com Picea omorika (Pančić) Purk. 1877.
Pančić va ser nomenat primer president de l'Acadèmia sèrbia de Ciències i Arts formada el 5 d'abril de 1887. A la seva sol·licitud s'obrirà el Jardí botànic "Jevremovac" de Belgrad.

## Honors
- Primer president de l'Acadèmia Sèrbia de Ciències
- 1951: erecció d'un mausoleu a Josif Pančić a Kopaonik, per l'Acadèmia, la Universitat de Belgrad i la Unió Hikers.

### Epònims
Gènere
- (Apiaceae) Pancicia Vis.[4]

Espècies
- (Asteraceae) Carduus pancicii Sch.Bip. ex Nyman[6]
- (Asteraceae) Centaurea pancicii J.Wagner[7]
- (Asteraceae) Chrysanthemum pancicii Janka[8]
- (Asteraceae) Cicerbita pancicii Beauverd[9]
- (Asteraceae) Hieracium pancicii Sch.Bip. ex Vis.[10]
- (Asteraceae) Jacobaea pancicii (Degen) Vladimir. & Raab-Straube[11]
- (Asteraceae) Lactuca pancicii (Vis.) N.Kilian & Greuter[12]
- (Asteraceae) Mulgedium pancicii Vis.[13]
- (Asteraceae) Senecio pancicii Degen[14]
- (Brassicaceae) Cardamine pancicii Hayek[15]
- (Brassicaceae) Malcolmia pancicii Adamović[16]
- (Brassicaceae) Wilckia pancicii Halácsy[17]
- (Campanulaceae) Phyteuma pancicii Rohlena[18]
- (Caprifoliaceae) Valeriana pancicii Halácsy & Baldacci[19]

- (Caryophyllaceae) Dianthus pancicii Velen.[20]
- (Dipsacaceae) Knautia pancicii Szabó[21]
- (Dipsacaceae) Trichera pancicii (Szabó) Soják[22]
- (Euphorbiaceae) Euphorbia pancicii Beck[23]
- (Euphorbiaceae) Tithymalus pancicii (Beck) Soják[24]
- (Lamiaceae) Mentha pancicii Heinr.Braun[25]
- (Lamiaceae) Calamintha panciciana Gand.[26]
- (Leguminosae) Astragalus pancicii Heuff.[27]
- (Leguminosae) Lathyrus pancicii (Jurišić) Adamović[28]
- (Leguminosae) Orobus pancicii Jurišić[29]
- (Poaceae) Festuca panciciana Hand.-Mazz. & Janch.[30]
- (Ranunculaceae) Aquilegia pancicii Degen[31]
- (Scrophulariaceae) Linaria pancicii Janka ex Nyman[32]
- (Scrophulariaceae) Orobanche pancicii Beck[33]
- (Scrophulariaceae) Verbascum × pancicii Bornm.[34]

## Obra
- Plantae serbicae rariores aut novae. A Prof. Roberto de Visiani et Prof. Josepho Pančić descriptae et iconibus illustratae. Decas I. – Typis J. Antonelli, Venetiis, 26 pp, Tab. I-VII. Amb Roberto De Visiani (ex Vol. X, Memor. Imp. Reg. Institut), 1862
- Sorra mobilis in Sèrbia eiusque flora. Editor	Drzhavnoj stampariji, 37 pàg. en línia 1863
- Flora agri belgradensis, 1865
- Šumsko drveće i Šiblje o Srbiji. 184 pàg. 1868
- Flora knez̆evine Srbije ili vaskularne biljke, koje i Srbije divlie rastu: Flora principatus Serbiae, 798 pàg. 1874
- Flora Kneževine Srbije i Dodatak Flori Kneževine Srbije. Llibre 492 de Posebna izdanja i Volum 47 de (Odeljenje Prirodno-Matematičkih Nauka). Amb Jovan Belić. Edició reimpresa de Srpska akademija nauka i umetnosti, 1.095 pàg. 1874
- Elenchus plantarum vascularium quas aestate a. 1873 in Crna Gora, x + 113 pàg. 1875
- Flora o okolini Beogradskoj po analitičnoj sistemi. 2a edició de Drzhavnoj stampariji, 472 pàg. 1878
- Elementa ad floram principatus Bulgariae, 71 pàg. 1883
- Additamenta ad Floram Principatus Serbiae, 1884
- Nova graca za flora knez︠h︡evine Bugarske. Editor Kralevsko-Srpska Drz︠h︡avna Sh︠t︡amparija, 43 pàg. 1886

- Iz prirode: malji spisi (De la naturalesa: registres de Malji). Volum 13 de Srpska književna zadruga. Editor Štampano o Drž. štampariji Kraljevine Srbije, 182 pàg. 1893
- Spomenica o svečanom skupu povodom 150-et godišnjic od rođenja Josifa Pančića. Llibre 382 de Posebna izdanja. Editor Milan F. Bartoš & Nauč. delo. 61 pàg. 1965
- mihailo Maletić, josif Pančić. Josif Pančić: Kopaonik i njegovo podgorje. Libro 1 de Biblioteka Pioniri jugoslovenske nauke. Editor Izdavačko odeljenje Istorijskog arhiva, 168 pp. 1968
- josif Pančić, mladen Josifović. Zbornik radova sa simpozijuma povodom 100. godišnjice prve jugoslovenske dendrologije Josifa Pančića. Libro 1 de Naučni skupovi. Editor Srpska akademija nauka i umetnosti. 236 pp. 1974
- josif Pančić, budislav Tatič, božidar p.m. Ćurčić. Sabrana dela Josifa Pančića: Zoološki radovi. Libro 6. Editor Zavod za udžbenike i nastavna sredstva, 997 pp. 1998